# 恋する心達のために
「恋する心達のために」（こいするこころたちのために）は、槇原敬之の42枚目のシングル。2012年4月25日発売。発売元はBuppuレーベル。

## 概要
Buppuレーベル第2弾。ライブDVD『Makihara Noriyuki Concert Tour 2011-12 "Heart to Heart"』同時発売。表題曲は韓国ドラマ「コーヒープリンス1号店」ミュージカル版のテーマソング、ミュージカルで披露される際には、「僕」を「私」と歌詞を変えている箇所がある。
C/W「どんなときも。キャラメルVer.」は、槇原の代表曲「どんなときも。」ニューバージョン。「森永ミルクキャラメル」のCMソングに起用。同年12月19日発売アルバム『Dawn Over the Clover Field』には、表題曲はアルバムヴァージョンで収録。

## 収録曲
作詞・作曲・編曲: 槇原敬之
1. 恋する心達のために
2. どんなときも。キャラメルVer．
3. 恋する心達のために（Backing Track）
4. どんなときも。キャラメルVer.(Backing Track)

## カバー
- 2014年、高畑充希（アルバム『PLAY LIST』に収録）